# 카와구치 히로시 (작곡가)
카와구치 히로시(川口 博史, 1965년 4월 12일 ~ )은 일본의 비디오 게임 음악 작곡가이자 키보디스트이다. 1984년에 프로그래머로서 세가에 입사했으나, 곧 작곡가로 직업을 바꿔 스페이스 해리어, 아웃런, 애프터 버너 등 세가의 아케이드 게임 음악을 담당했다. 그는 세가 사운드 팀 중 가장 오래된 멤버들 중 하나로, 당시 1980년대부터 현재까지 활동하는 몇 안되는 인물이기도 하다.
세가에서 활동했을 때는 히로(Hiro)라는 이름으로 자주 크레딧에 올라갔으며, S.S.T.BAND와 [H.]의 소속 활동멤버였다.

## 작품
- 걸스 가든 (1984) - 나카 유지와 공동 프로그래밍
- 행온 (1985)
- 스페이스 해리어 (1985)
- 알렉스 키드: 더 로스트 스타즈 (1986)
- 고스트하우스 (1986)
- 아웃런 (1986)
- 엔듀로 레이서 (1986)
- 판타지 존 (1986)
- 애프터 버너 (1987)
- 애프터 버너 II (1987)
- 다이너마이트 덕스 (1988)
- 핫 로드 (1988) - N.Y와 공동
- 파워 드리프트 (1988)
- 터보 아웃런 (1989) - 타카기 아스히로와 공동
- 소드 오브 버밀리온 (1989) - 타카기 아스히로와 공동
- G-LOC: 에어 배틀 (1990) - 타카기 아스히로와 공동
- GP 라이더 (1990) - 미츠요시 타케노부와 공동
- 렌트 어 히어로 (1991)
- 닌자 무뇌 전설(1991)
- 아웃러너즈 (1992) - "South America" (나카무라 타카유키 공동), "Spain"
- 세가소닉 더 헤지호그 (1992) - 하나다 케이타로와 토키와 나오키 공동\
- 메탈 팽스 (1993)
- 드래곤볼 Z: V.R.V.S. (1994) - 데이비드 레이쯔와 쇼다 켄타로 공동
- 레일 체이스 더 라이드(1994)
- 쿨 라이더스 (1995)
- 세가 에이지스: 아웃런 (1996)
- 웨이브러너 (1996)
- 세가 투어링 카 챔피언십 (1996) - 다수 공동
- 세가 에이지스: 판타지 존 (1997)
- Le Mans 24 (1997) - 사운드 도움
- 버추어 파이터 3tb (1997) - 사운드 프로그래밍
- 세가 에이지스: 파워 드리프트 (1998)
- 렌트 어 히어로 No.1 (2000) - 미쿠사 코지로와 마츠시마 카요코 공동
- 크래킹 DJ (2000) - 다수 공동
- 크래킹 DJ 파트 2 (2001) - 다수 공동
- 더비 오너스 클럽 온라인 (2004)
- 세가 에이지스 2500 시리즈 Vol. 21: SDI & 쿼텟 ~Sega System 16 Collection~ (2005) - 키보드
- 세가 랠리 2006 (2006) - 다수 공동
- 아웃런 2006: 코스트 2 코스트 (2006) - 이토 후미오
- 애프터 버너 클라이맥스 (2006)
- 아웃런 2 SP (PS2) (2007) - 피아노
- 세가 에이지스 2500 시리즈 Vol. 30: 갤럭시 포스 II Special Extended Edition (2007) - 사운드 프로듀서, 키보드
- 더비 오너 클럽 2008 (2008)
- 용과 같이 3 (2009) - 사운드 프로듀서
- 테트리스 자이언트 (2009)
- 용과 같이 4 (2010) - 사운드 도움
- 마이마이 (2012) - 다수 공동
- 가타 프로텍터스 (2014) - 다수 공동